# Informationsfrihet
Informationsfrihet är rätten att ta del av och inhämta information och andras yttranden.
I Sverige regleras informationsfriheten bland annat som en självständig rättighet i regeringsformens paragraf om opinionsfriheter, men även inom Europakonventionens artikel 10, som en förlängning av yttrandefriheten.
Rättigheten förekommer också i FN:s deklaration om de mänskliga rättigheterna under artikel 19, och brukar betraktas som en central mänsklig och medborgerlig rättighet.